# Pramila Rijal
Pramila Rijal (ur. 1 maja 1985 w Chisapani) – nepalska lekkoatletka, sprinterka, olimpijka.
Reprezentowała Nepal na igrzyskach olimpijskich 2012 w Londynie w biegu na 100 m. W swoim biegu preeliminacjnym z czasem 13,33 s zajęła 6 miejsce i odpadła z dalszej rywalizacji.

## Rekordy życiowe
| Dystans            | Wynik (s) | Miejsce | Data            |
| ------------------ | --------- | ------- | --------------- |
| bieg na 100 metrów | 13.33     | Londyn  | 3 sierpnia 2012 |
| bieg na 400 metrów | 59.90     | Dhaka   | 6 lutego 2010   |